# Simon Moser
Simon Moser (ur. 3 stycznia 1987 w Bülach) – szwajcarski hokeista, reprezentant Szwajcarii, trzykrotny olimpijczyk.
Jego bracia Christian (ur. 1984) i Stephan (ur. 1986) także zostali hokeistami.

## Kariera
- Langnau U20 (2006-2007)
- HC Martigny (2007-2008)
- Schweiz U-20 (2008)
- SCL Tigers (2008-2013)
- SC Bern (2006-2007), podczas turnieju European Trophy 2013[3]
- Milwaukee Admirals (2013-2014)
- Nashville Predators (2014)
- SC Bern (2014-)

Wychowanek SC Langnau. W jego barwach grał w lidze NLA, w tym w sezonie National League A (2012/2013) w wieku 23 lat był kapitanem drużyny. Po zakończeniu sezonu udał się do USA na testy do klubu Nashville Predators, a we wrześniu 2013 podpisał kontrakt. Następnie został przekazany do zespołu farmerskiego Milwaukee Admirals, w lidze AHL i występował regularnie w sezonie AHL (2013/2014). W lidze NHL zadebiutował w sezonie 2013/2014 1 lutego 2014. Od lipca 2014 ponownie zawodnik SC Bern.
W barwach Szwajcarii uczestniczył w turniejach mistrzostw świata w 2011, 2012, 2013, 2014, 2016, 2018, 2019 oraz zimowych igrzysk olimpijskich 2014, 2018, 2022.

## Sukcesy
Reprezentacyjne
- Awans do mistrzostw świata juniorów do lat 20 Elity: 2009
- Srebrny medal mistrzostw świata: 2013, 2018

Klubowe
- Puchar Szwajcarii: 2015 z SC Bern
- Złoty medal mistrzostw Szwajcarii: 2016, 2017, 2019 z SC Bern

Indywidualne
- Mistrzostwa Świata Juniorów w Hokeju na Lodzie 2009/I Dywizja:
  - Czwarte miejsce w klasyfikacji strzelców turnieju: 5 goli[10]
- Mistrzostwa Świata w Hokeju na Lodzie 2019/Elita:
  - Jeden z trzech najlepszych zawodników reprezentacji w turnieju[11]